# Cultismo
Per cultismo si intende l'utilizzo di una forma linguistica non per forza arcaica ma dotata di un prestigio che la distingue dal linguaggio corrente e la mette in risalto contrastivamente. Tale utilizzo risponde ad una marcata volontà stilistico-espressiva.
In lingua italiana, poiché i latinismi rappresentano la forma più diffusa di cultismo, "cultismo" e "latinismo" sono anche intesi come sinonimi.

## Generalità
I cultismi possono essere prestiti "integrati" (cioè con modifiche di adattamento), come nel caso del latinismo vizio, o prestiti "acclimatati" (cioè accolti senza modifiche fonetiche o morfologiche), come nel caso di un altro latinismo, iter.
Oltre al più generale caso del cultismo lessicale, esistono latinismi specificamente morfologici, fonetici, semantici, sintattici. Certi cultismi sono invece detti "grafici", perché presentano nessi grafici culti, come nel caso dei termini instrumento o constituzione.
Nello specifico della tradizione filologica della lingua spagnola (ma in misura minore anche in quella italiana), si chiama cultismo una parola la cui morfologia segue molto strettamente la sua origine etimologica greca o latina, senza obbedire ai mutamenti dovuti all'evoluzione della lingua che, per quanto concerne le lingue romanze, ha la sua origine nel latino volgare. Reintrodotto nella lingua per considerazioni culturali, letterarie o scientifiche, il cultismo adatta quasi la sua forma alle convenzioni ortografiche e fonologiche fissate dall'evoluzione linguistica, ma prescinde dalle trasformazioni subite da radici e morfemi durante il suo sviluppo. Nel caso dei cultismi che l'italiano ha adottato dal latino per trafila dotta si parla di latinismi (termine che si riferisce però anche ad adozioni di ordine sintattico o morfologico).
In alcuni casi, i cultismi si utilizzano per introdurre terminologia tecnica o specialistica presente nella lingua classica di origine e di cui abbisogna la lingua che importa; è il caso di molti termini letterari, giuridici e filosofici della cultura classica, come per esempio "atarassia" (dal greco ἀταραξία, "imperturbabilità") o "legiferare" (costruita a partire dal latino legislator). In altri casi, si costruiscono neologismi, come per i nomi della maggior parte delle discipline scientifiche.
Non è infrequente che il termine classico recuperato già esisteva, in modo trasformato, nel patrimonio linguistico. Si producono così dei doppietti costituiti da una voce morfologicamente romanza e un cultismo introdotto successivamente; per esempio, nello spagnolo la parola latina fabrica da un lato ha dato origine a fragua, con la forma sonora fissata dalle leggi dell'evoluzione fonetica, dall'altro è stata recuperata come tale, cioè come voce dotta (fábrica). In italiano, invece, esempi di doppietti sono disco e desco, circolo e cerchio, plebe e pieve, vizio e vezzo, fragile e frale, pagina e pania, medio e mezzo, frigido e freddo, calido e caldo, pacare e pagare, integro e intero, episcopo e vescovo, acquario e acquaio, servizio e servigio, podio e poggio, modio e moggio, esalare e scialare, numero e novero, ambulare e andare, nitido e netto, collocare e coricare; e ancora: causa e cosa, rapido e ratto, esempio e scempio, cuneo e conio, pausare e posare, bestia e biscia, serpente e serpe, pensione e pigione, anima e alma, marcido e marcio, occasione e cagione, pensare e pesare, recuperare e ricoverare, fraude e frode, espandere e spandere, radio e raggio, fauce e foce, macchina e macina, area e aia.
Durante il Medioevo vennero introdotti molti cultismi nella lingua spagnola (Gonzalo de Berceo, per esempio, creò una lingua letteraria ex novo), così come durante il grande rinnovamento del linguaggio poetico del XVII secolo realizzato da Luis de Góngora, non per niente chiamato "culteranesimo".